# Pac's Life
Pac's Life é o décimo e último álbum de estúdio, e segundo álbum póstumo do rapper estadunidense 2Pac, lançado em 21 de novembro de 2006 através da Amaru Entertainment e Interscope Records. O álbum estreou na nona posição da Billboard 200 e recebeu o certificado de ouro da Recording Industry Association of America (RIAA).

## Antecedentes
Os vocais de Shakur foram gravados durante seu período na Death Row Records, com exceção das duas faixas bônus encontradas nas edições britânica e japonesa do álbum. De todas as músicas incluídas no álbum, incluindo as faixas bônus, apenas uma— "Soon As I Get Home"—está em sua forma original, sem alterações, sendo todas as outras remixagens com batidas e recursos atualizados. Uma grande variedade de artistas contribuiu para o álbum, incluindo Outlawz, Krayzie Bone, Snoop Dogg, Chamillionaire, Ludacris, A3, Big Syke, Papoose, Keyshia Cole, Jay Rock, Young Buck, Ashanti, T.I., Lil' Scrappy, Nipsey Hussle, três aparições póstumas de Yaki Kadafi, além de Jamal Woolard, que ficou famoso por interpretar The Notorious B.I.G. no filme biográfico Notorious (2009) e no filme biográfico All Eyez on Me (2017).
A faixa-título e o primeiro single do álbum contam com a participação da cantora Ashanti e do rapper T.I. Os dois artistas também participaram das filmagens do videoclipe da música, gravado no Tupac Amaru Shakur Center for the Arts. A estreia mundial de "Pac's Life" foi às 19h30 no programa Access Granted da BET na quarta-feira, 22 de novembro. O videoclipe também foi destaque nas filmagens de bastidores de "Pac's Life" da BET.

## Recepção da crítica
As avaliações de críticos e fãs foram mistas, com o consenso geral de que, embora os vocais de 2Pac fossem inegavelmente fortes, a produção moderna soava comercializada. A AllMusic escreveu: "Isso não quer dizer que não haja ótimo material em Pac's Life, porque há... mas o poder das palavras de 2Pac muitas vezes se perde por trás da produção moderna... e dos novos versos de artistas como Ludacris, Lil Scrappy, Ashanti e Young Buck".

## Desempenho comercial
Pac's Life estreou na nona posição da Billboard 200, vendendo 159.000 cópias em sua primeira semana. Esse se tornou o décimo álbum de 2Pac a alcançar o top dez nos Estados Unidos, sendo o seu sétimo álbum póstumo a conquistar o feito.

## Lista de faixas
| Pac's Life – Edição padrão | | |                                         |         |  |
| N.º                        | Título                                                                                              | Compositor(es) | Produtor(es)                            | Duração |  |
| 1.                         | "Untouchable" (Swizz Beatz Remix) (com part. de Bone Thugs-n-Harmony)                               | Tupac Shakur Yafeu Fula Bruce Washington Anthony Henderson Kasseem Dean                                                                               | Swizz Beatz Johnny "J" [a]              | 4:16    |  |
| 2.                         | "Pac's Life" (com part. de T.I. e Ashanti)                                                          | Shakur Delmar Arnaud Ricardo Brown Malcolm Greenidge Katari Cox Mutah Beale Rufus Cooper Johnny Jackson Clifford Harris Ashanti Douglas Lenton Hutton | L.T. Hutton Johnny "J" [a]              | 3:38    |  |
| 3.                         | "Dumpin'" (com part. de Hussein Fatal, Papoose e Carl Thomas)                                       | Shakur Washington Arnaud Brown Sean Cole Ronald Moore Shamele Mackie Carlton Thomas Michael Clervoix                                                  | Sha Money XL Daz Dillinger [a]          | 4:27    |  |
| 4.                         | "Playa Cardz Right" (Female) (com part. de Keyshia Cole)                                            | Shakur Fula Tyruss Hime Maurice Harding Jackson K. Cole Ivan Barias Carvin Haggins                                                                    | Barias Haggins Ron Fair Johnny "J" [a]  | 4:33    |  |
| 5.                         | "Whatz Next" (com part. de A3 e Jay Rock)                                                           | Shakur Hime Hardin Jackson Alphonso Wilkins JohnnyMcKinzie Salih Williams                                                                             | Wiliams Johnny "J" [a]                  | 4:18    |  |
| 6.                         | "Sleep" (com part. de Young Buck e Chamillionaire)                                                  | Shakur Arnaud David Brown Hakeem Seriki Clervoix | Sha Money XL Daz Dillinger [a]          | 4:10    |  |
| 7.                         | "International" (com part. de Nipsey Hussle e Young Dre)                                            | Shakur Calvin Broadus Gregory Mays Asu Joseph Clark Ermias Asghedom Andre Terry Hutton                                                                | The Capital LS L.T. Hutton              | 4:02    |  |
| 8.                         | "Don't Sleep" (com part. de Lil' Scrappy, Nutso, Yaki Kadafi e Stormy)                              | Shakur Fula Arnaud Greenidge Chicago Craig S. Cole Darryl Richardson                                                                                  | E.D.I. Mean Daz Dillinger [a] Graig [a] | 3:36    |  |
| 9.                         | "Soon as I Get Home" (com part. de Yaki Kadafi)                                                     | Shakur Fula Quincy Jones III Michael Marshall Marcus Thompson Alex Hill                                                                               | QJIII                                   | 3:40    |  |
| 10.                        | "Playa Cardz Right" (Male) (com part. de Ludacris e Keon Bryce)                                     | Shakur Fula Hime Harding Jackson Cedric Hailey Joel Hailey Christopher Bridges Keon Bryce                                                             | Sha Money XL Johnny "J" [a]             | 4:54    |  |
| 11.                        | "Don't Stop" (com part. de Big Syke, Yaki Kadafi, Hussein Fatal, E.D.I. Mean, Young Noble e Stormy) | Shakur Fula Washington Hime Greenidge Cooper Jackson Craig Hutton                                                                                     | L.T. Hutton Johnny "J" [a]              | 5:25    |  |
| 12.                        | "Pac's Life" (Remix) (com part. de Snoop Dogg, Chris Starr e T.I.)                                  | Shakur Arnaud Brown Greenidge Cox Beale Cooper Jackson Harris Broadus Hutton                                                                          | L.T. Hutton Johnny "J" [a]              | 3:39    |  |
| 13.                        | "Untouchable" (com part. de Yaki Kadafi, Hussein Fatal e Gravy)                                     | Shakur Fula Washington Jamal Woolard Clervoix | Sha Money XL Al West Johnny "J" [a]     | 4:25    |  |
| Duração total:             | Duração total:                                                                                      | Duração total: | Duração total:                          | 55:06   |  |

| Pac's Life – Edição britânica e edição da iTunes Store (faixa bônus) |                                                     |                                                                               |                                         |         |  |
| N.º                                                                  | Título                                              | Compositor(es)                                                                | Produtor(es)                            | Duração |  |
| 14.                                                                  | "Dear Mama" (Remix) (com part. de Anthony Hamilton) | Shakur Anthony Pizarro Joe Sample Terrence Thomas Charles Simmons Bruce Hawes | Frank “Nitty” Pimentel Tony Pizzaro [a] | 5:42    |  |

| Pac's Life – Edição japonesa (faixa bônus) |                   |                |                |         |  |
| N.º                                        | Título            | Compositor(es) | Produtor(es)   | Duração |  |
| 15.                                        | "Scared Straight" | Shakur         | Barias Haggins | 3:29    |  |

## Histórico de lançamento
| País           | Data de lançamento  |
| -------------- | ------------------- |
| Austrália      | 18 Novembro de 2006 |
| Europa         | 20 Novembro de 2006 |
| Estados Unidos | 21 Novembro de 2006 |
| Japão          | 13 Dezembro de 2006 |

## Paradas musicais
| Parada musical (2006)                 | Melhor posição |
| ------------------------------------- | -------------- |
| French Charts                         | 83             |
| Irish Charts                          | 71             |
| Switzerland Charts                    | 62             |
| U.S. Billboard 200                    | 9              |
| U.S. Billboard Top R&B/Hip-Hop Albums | 3              |
| U.S. Billboard Top Rap Albums         | 3              |